# 柴田耕洋
柴田 耕洋（しばた こうよう、1883年 ‐ 没年不明）とは明治時代から昭和時代にかけての日本画家、版画家。

## 来歴
山内多門及び尾形月耕の門人。本名は武雄。紅洋、後に耕洋と号す。1883年に宮城県仙台市に生まれる。1906年に郷里の先輩であった熊耳耕年に連れられ上京し、月耕の門人となった。耕洋は山水画、人物画を得意とし、1913年の第12回美術研精会展に『敗残』を出品、褒状を得る。1924年の第5回帝展に「浅草寺の朝」を、1926年の第7回帝展に「花の寛永寺」を、1931年の第12回帝展に「草御堂」を出品した。また、1926年に刊行された『大正震災画集』という関東大震災を描いた木版画集のうち、「大正十二年九月一日午前十一時五十八分」及び「深川方面」の2図を制作している。制作年不明の木版画「夜の舟」が知られる。

## 作品
- 「美人秋草図」 絹本着色 桃投伸二コレクション
- 「楠公図」 絹本着色
- 「人物図」 絹本着色